# Jarqonbahn
| Alter Bahnhof Petach Tiqwah von 1921 |                      |                                                                                 |                                                                                 |
| Streckenlänge: | 15 km                |                                                                                 |                                                                                 |
| Spurweite: | 1435 mm (Normalspur) |                                                                                 |                                                                                 |
| Stromsystem: | 25 kV, 50 Hz ~       |                                                                                 |                                                                                 |
| Zweigleisigkeit: | ja                   |                                                                                 |                                                                                 |
| |                      |                                                                                 |                                                                                 |
| \| \| \| \| \| \| \| 0,0 \| Ostbahn von/nach ← Chaderah und → Lod \| Ostbahn von/nach ← Chaderah und → Lod \| \| \| \| \| \| \| \| \| Rabbah \| \| \| \| \| Gleisdreieck des \| \| \| \| \| Bahnknotens Rosch haʿAjin \| \| \| \| 2,0 \| Jarqon \| Jarqon \| \| \| \| Anschluss al-Mirr wohl seit 1941 \| \| \| \| \| Landstraße Jaffa–Nablus (hier Kvisch ) \| \| \| \| 4,5 \| Petach Tiqwah Sgullah seit 2000 \| Petach Tiqwah Sgullah seit 2000 \| \| \| \| Schiloh \| \| \| \| \| \| \| \| \| \| Verlauf der Stichbahn 1921 \| \| \| \| \| \| \| \| \| \| Petach Tiqwah Güterbhf. 1921–2000 \| \| \| \| 6,6 \| Petach Tiqwah (Kopfbahnhof) 1922–1993 \| Petach Tiqwah (Kopfbahnhof) 1922–1993 \| \| \| \| Danqal-Depot Qirjat Arjeh \| \| \| \| 9,3 \| Petach Tiqwah Qirjat Arjeh seit 2008 \| Petach Tiqwah Qirjat Arjeh seit 2008 \| \| \| \| \| \| \| \| \| Rote Linie nach Bat Jam haQomemijjut \| \| \| \| \| \| \| \| \| \| Anschluss Olivenholzfabrik ab 1958 \| \| \| \| \| \| \| \| \| \| Kvisch (Autobahn) \| \| \| \| 11,9 \| Güterbahnhof Bnei Braq \| Güterbahnhof Bnei Braq \| \| \| \| \| \| \| \| 12,3 \| Bnei Braq 1949–93; ab 2000 dieser Name 1949–93: Tel Aviv haZafon (d. h. Norden) \| Bnei Braq 1949–93; ab 2000 dieser Name 1949–93: Tel Aviv haZafon (d. h. Norden) \| \| \| \| \| \| \| \| \| Feldbahn ← Jenkin’s Hill–Hafen Jaffa → \| \| \| \| \| Jarqon \| \| \| \| \| Bahnknoten Zomet Tel Baruch in Tel Aviv \| \| \| \| \| Zufahrt zum Autokino \| \| \| \| \| Kvisch (Ajjalon-Autobahn) \| \| \| \| \| \| \| \| \| 15,0 \| Küstenbahn der Hauptlinie von/nach ← Naharija und → Beʾer Scheva via Tel Aviv \| Küstenbahn der Hauptlinie von/nach ← Naharija und → Beʾer Scheva via Tel Aviv \| \| \| \| \| \| |                      |                                                                                 |                                                                                 |
| |                      |                                                                                 |                                                                                 |
| Abzweig quer und von rechts · Strecke unter Wasserlauf Anfang Hochstrecke, Ende Hochstrecke und quer · Abzweig quer und von links | 0,0                  | Ostbahn von/nach ← Chaderah und → Lod                                           | Ostbahn von/nach ← Chaderah und → Lod                                           |
| |                      |                                                                                 |                                                                                 |
| Brücke über Wasserlauf · Strecke |                      | Rabbah                                                                          | Rabbah                                                                          |
| Strecke nach halblinks · Strecke nach halbrechts |                      | Gleisdreieck des                                                                | Gleisdreieck des                                                                |
| Abzweig von halblinks und von halbrechts |                      | Bahnknotens Rosch haʿAjin                                                       | Bahnknotens Rosch haʿAjin                                                       |
| Brücke über Wasserlauf | 2,0                  | Jarqon                                                                          | Jarqon                                                                          |
| Abzweig geradeaus und ehemals nach rechts |                      | Anschluss al-Mirr wohl seit 1941                                                | Anschluss al-Mirr wohl seit 1941                                                |
| Strecke mit Straßenbrücke |                      | Landstraße Jaffa–Nablus (hier Kvisch )                                          | Landstraße Jaffa–Nablus (hier Kvisch )                                          |
| Bahnhof | 4,5                  | Petach Tiqwah Sgullah seit 2000                                                 | Petach Tiqwah Sgullah seit 2000                                                 |
| Brücke über Wasserlauf |                      | Schiloh                                                                         | Schiloh                                                                         |
| |                      |                                                                                 |                                                                                 |
| Abzweig geradeaus und ehemals nach links · Strecke von rechts (außer Betrieb) |                      | Verlauf der Stichbahn 1921                                                      | Verlauf der Stichbahn 1921                                                      |
| |                      |                                                                                 |                                                                                 |
| Strecke · Dienststation / Betriebs- oder Güterbahnhof (Strecke außer Betrieb) |                      | Petach Tiqwah Güterbhf. 1921–2000                                               | Petach Tiqwah Güterbhf. 1921–2000                                               |
| Strecke · Kopfbahnhof Streckenende (Strecke außer Betrieb) | 6,6                  | Petach Tiqwah (Kopfbahnhof) 1922–1993                                           | Petach Tiqwah (Kopfbahnhof) 1922–1993                                           |
| U-Bahn-Betriebs-/Güterbahnhof Streckenanfang · Strecke |                      | Danqal-Depot Qirjat Arjeh                                                       | Danqal-Depot Qirjat Arjeh                                                       |
| U-Bahn-Bahnhof · Bahnhof | 9,3                  | Petach Tiqwah Qirjat Arjeh seit 2008                                            | Petach Tiqwah Qirjat Arjeh seit 2008                                            |
| U-Bahn-Tunnelanfang · Strecke |                      |                                                                                 |                                                                                 |
| U-Bahn-Strecke nach links (im Tunnel) · Kreuzung mit U-Bahn mit Tunnelstrecke · U-Bahn-Strecke quer (im Tunnel) |                      | Rote Linie nach Bat Jam haQomemijjut                                            | Rote Linie nach Bat Jam haQomemijjut                                            |
| |                      |                                                                                 |                                                                                 |
| Abzweig geradeaus und ehemals von links |                      | Anschluss Olivenholzfabrik ab 1958                                              | Anschluss Olivenholzfabrik ab 1958                                              |
| |                      |                                                                                 |                                                                                 |
| Strecke mit Straßenbrücke |                      | Kvisch (Autobahn)                                                               | Kvisch (Autobahn)                                                               |
| Dienststation / Betriebs- oder Güterbahnhof | 11,9                 | Güterbahnhof Bnei Braq                                                          | Güterbahnhof Bnei Braq                                                          |
| |                      |                                                                                 |                                                                                 |
| Bahnhof | 12,3                 | Bnei Braq 1949–93; ab 2000 dieser Name 1949–93: Tel Aviv haZafon (d. h. Norden) | Bnei Braq 1949–93; ab 2000 dieser Name 1949–93: Tel Aviv haZafon (d. h. Norden) |
| |                      |                                                                                 |                                                                                 |
| Kreuzung (Querstrecke außer Betrieb) |                      | Feldbahn ← Jenkin’s Hill–Hafen Jaffa →                                          | Feldbahn ← Jenkin’s Hill–Hafen Jaffa →                                          |
| Brücke über Wasserlauf |                      | Jarqon                                                                          | Jarqon                                                                          |
| Verschwenkung nach links und nach rechts |                      | Bahnknoten Zomet Tel Baruch in Tel Aviv                                         | Bahnknoten Zomet Tel Baruch in Tel Aviv                                         |
| Strecke · Brücke |                      | Zufahrt zum Autokino                                                            | Zufahrt zum Autokino                                                            |
| Brücke · Strecke mit Straßenbrücke |                      | Kvisch (Ajjalon-Autobahn)                                                       | Kvisch (Ajjalon-Autobahn)                                                       |
| |                      |                                                                                 |                                                                                 |
| Abzweig quer und nach rechts · Abzweig quer und nach links | 15,0                 | Küstenbahn der Hauptlinie von/nach ← Naharija und → Beʾer Scheva via Tel Aviv   | Küstenbahn der Hauptlinie von/nach ← Naharija und → Beʾer Scheva via Tel Aviv   |
| |                      |                                                                                 |                                                                                 |

Die Jarqonbahn (hebräisch מְסִלַּת הַיַּרְקוֹן Məsillat ha-Jarqōn, Plene: מסילת …; auch Jarḳonbahn) ist eine zweigleisige, elektrifizierte normalspurige Bahnstrecke im israelischen Zentralbezirk und jenem Tel Avivs, die etwa 15 Kilometer lang in Ost-West-Richtung in der Senke des Jarqons verläuft. Sie verbindet zwei Hauptstrecken des israelischen Bahnunternehmens Rakkevet Israel (RI), die Küstenbahn der Hauptlinie im Westen und die Ostbahn.

## Verlauf
Im Osten beginnt die Jarqonbahn in Rosch haʿAjin am Gleisdreieck des gleichnamigen Bahnknotens bei Tel Afeq mit der Ostbahn zwischen deren Bahnhöfen Rosch haʿAjin Zafon (d. h. Nord) und Rosch haʿAjin Darom (d. h. Süd). Sie verläuft dann westwärts durch die Senke des Jarqons, den sie zweimal mittels Brücken quert. Bis zur Regulierung des Wasserstandes kam es in der Regenzeit oft zu Überschwemmungen der Strecke.:468
Auf der Strecke liegen die Bahnhöfe Petach Tiqwah Sgullah, Petach Tiqwah Qirjat Arjeh, Güterbahnhof Bnei Braq und der gleichnamige Personenbahnhof. Das Gleisdreieck der Zomet Tel Baruch (צֹמֶת תֵּל בָּרוּךְ englisch Tel Barukh Junction). in Tel Aviv-Jaffa stellt die Verbindung zur Küstenbahn der Hauptlinie her, wenig nördlich von deren Bahnhof Tel Aviv Universitah. Mit der nördlich parallel verlaufenden Scharonbahn, ebenfalls Küsten- und Ostbahn verbindend, bildet über diese Verbindungen die Jarqonbahn die Ringbahn Lulʾat ha-Scharon (לוּלְאַת הַשָּׁרוֹן ‚Schleife der Scharon[ebene] ‘). Mit deren für 2022 erwarteten durchgehenden Befahrbarkeit werden die Zugverbindungen im Gusch Dan (Tel Avivs Ballungsraum) neu strukturiert werden.

## Entstehung und Entwicklung der Strecke
Die Anfänge der Jarqonbahn gehen auf eine Stichstrecke der am 1. Oktober 1920 gegründeten Palestine Railways (PR) zurück, die von der Ostbahn nördlich Rosch haʿAjins abzweigt und westwärts nach Petach Tiqwah führt. Nach sechs Monaten Bauzeit 1920/1921 ging sie mit Verzug am 21. November 1921 in Betrieb – die Baukosten beliefen sich jedoch entgegen den erwarteten 20 000 ägyptischen £ auf 53 000 £.
Die Jarqonbahn bediente expandierende Zitrusplantagen entlang der Landstraße Jaffa–Nablus (heute u. a. Kvisch  und Kvisch ) im nordöstlichen Hinterland Tel Avivs. Apfelsinen müssen schnell und frisch zu den Schiffen transportiert werden, um sie exportieren zu können. Das war mit Kamelkarawanen auf sandigen Pisten schwer zu machen. Also setzten Zitruspflanzer schon unmittelbar nach dem Ersten Weltkrieg auf die Britischen Militärbahnen in Palästina (PMR, Palestine Military Railways), die im Zuge der siegreichen alliierten Offensive an der Palästinafront eine normalspurige Bahnverbindung mit Ägypten (Sinai-Bahn) neu erbaut, bestehende Bahnstrecken im Heiligen Land überwiegend auf Normalspur umgespurt und Netzlücken (Ostbahn bis zum Hafen Haifa) geschlossen hatten.
Die PMR wollten die Stichstrecke nicht allein anlegen, weshalb die Stadt Petach Tiqwah sich mit 50 % als Investor beteiligte. Zitruspflanzer gewannen Edmond de Rothschild, einen Kredit über 20 000 £ für das Projekt zu gewähren. Für den Betrieb forderten die PR von den Initiatoren der Strecke, für ein bestimmtes Ladungs- und Reisendenaufkommen (täglich mindestens 100 Nutzer) zu garantieren. Für die privat kofinanzierte Stichbahn (Kondominalbahn), die daher als auf englisch Petah Tiqva Railway von der PR getrennte Rechnung führte,:49 verlangten deren Initiatoren, dass an Schabbat der Bahnverkehr ruhe, worauf die PR dies auch für sonntags festlegten. Diese gut 6,6 Kilometer lange Stichbahn war die einzige Strecke der PR, die aus ökonomischen Erwägungen angelegt wurde.:48 Nach Abzug einer jährlichen Aufwandspauschale für den Betrieb von 840 Palästina-£ wurde der Gewinn zwischen den Eigentümern hälftig geteilt.

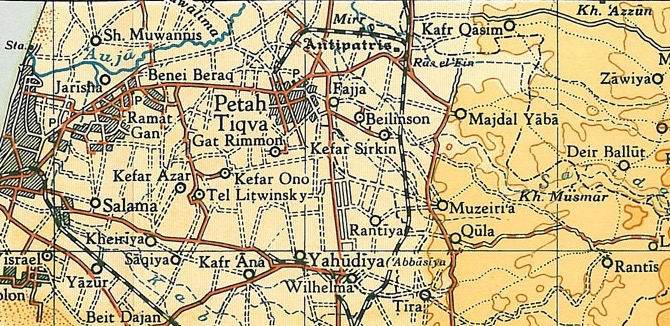
Landkarte von 1945: Stichbahn (Mitte oben) im heute Gusch Dan genannten Ballungsraum um Tel Aviv mit umwegigen Bahnstrecken nach Jaffa

Die Bahn war sofort ein wirtschaftlicher Erfolg. Die Transportkosten für Orangen an die Küste sanken um mehr als die Hälfte. Auch im Reiseverkehr hatte die Strecke Erfolg, ersetzte der Zug doch eine vier- bis fünfstündige Fahrt im offenen Pferdewagen über unbefestigte Sandpisten. Die Fahrzeit mit der Bahn nach Jaffa und Tel Aviv dauerte insgesamt – wenn alles pünktlich ablief – etwa 90 Minuten. Direktverbindungen gab es nicht, die Reisende fuhren in ein oder zwei Personenwagen, die den Güterzügen zum Bahnhof Raʾs al-ʿAin (heute: Rosch haʿAjin Darom [d. h. Süd]) mitgegeben und dort bis Lydda (Lod) an die Züge Haifa–al-Qantara (Ostbahn und ihre südliche Ausgangsstrecke, die Sinai-Bahn) angehängt wurden. In Lydda mussten die Reisenden in Züge der J&J-Linie umsteigen, meist Richtung Jaffa und Tel Aviv, die wichtigsten Geschäftszentren des Landes, oder nach Jerusalem, die Hauptstadt.
Als allerdings 1928 die Landstraße von Jaffa nach Nablus asphaltiert wurde, bedeutete das sofort das Ende des Reiseverkehrs auf der umwegigen Strecke. Busse übernahmen nun die Aufgabe. Doch die PR stellten um und boten Kombifahrkarten ab Raʾs al-ʿAin via Petach Tiqwah und von dort per Bus weiter nach Tel Aviv.:73 Im Bürgerkrieg der Mandatszeit zwischen arabischen und jüdischen Palästinensern ab November 1947 (nach dem UNO-Beschluss 181 (II), Palästina zu teilen) kam es zu Stockungen im Betrieb auf der Stichbahn, da nichtjüdische arabische Bahnarbeiter, die bislang die Züge auf der Strecke führten, sich weigerten, dies weiterhin zu tun und jüdische Eisenbahner aus dem Bereich Tel Aviv kaum gewonnen werden konnten, dies statt ersterer zu übernehmen.:240 Die Fracht ging dann teils per Lastwagen nach Chaderah, um von dort per Bahn den Hafen Haifa zu erreichen.:244

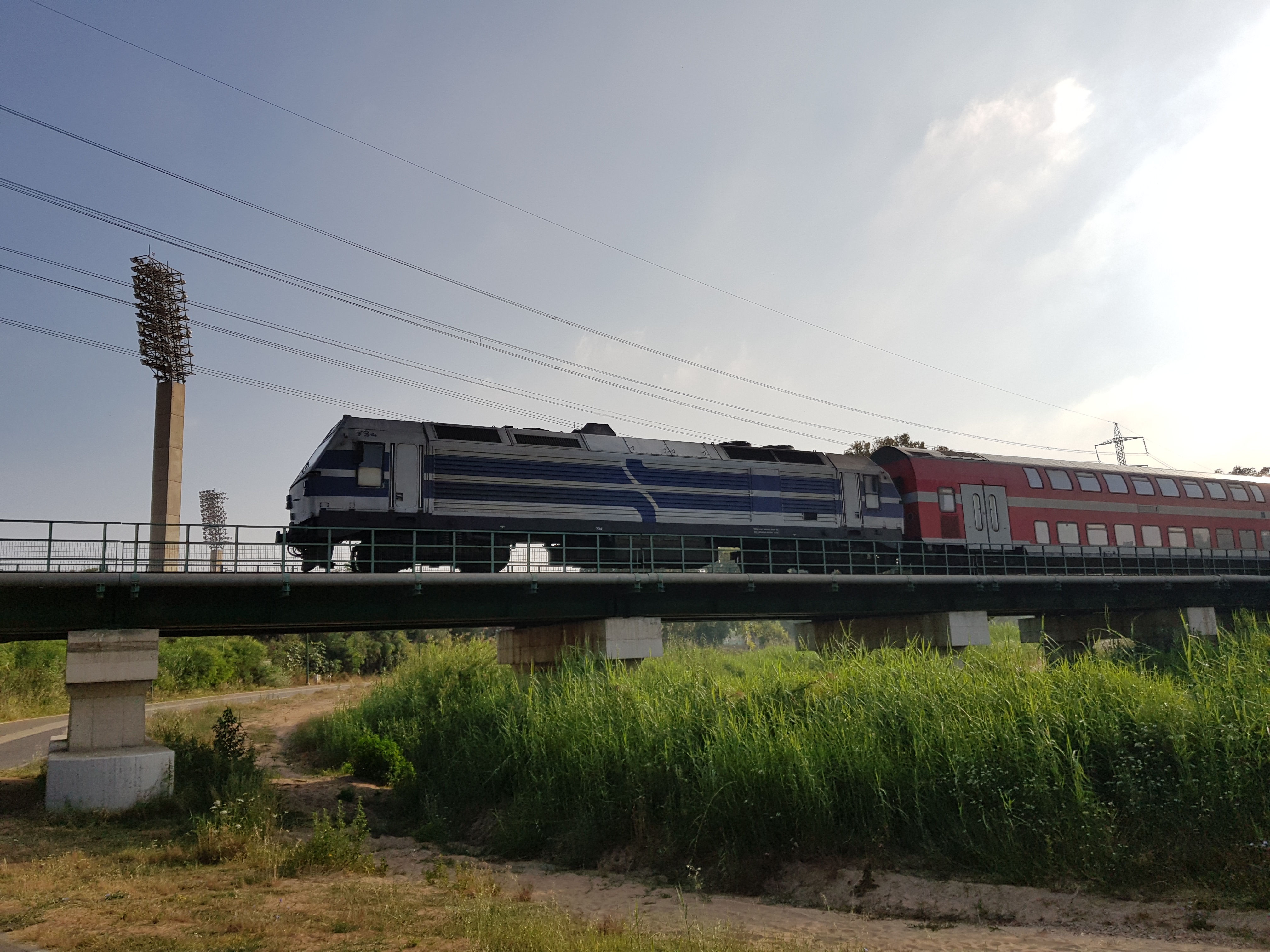
Bahnbrücke in Tel Avivs Jarqonpark mit Flutlichtern des Ramat-Gan-Stadions, 2019

Schließlich erfüllten britische militärangehörige Eisenbahner die Aufgabe.:466 Da wegen diverser Anschläge im Bürgerkrieg auf die J&J-Linie ab Januar 1948 der Bahnhof Jaffa und schließlich der alte Bahnhof Tel Aviv nicht mehr bedient werden konnten, leiteten die PR im Februar 1948 den Verkehr zwischen Tel Aviv im Süden, Jerusalem und dem Norden nach Petach Tiqwah um und weiter per Bus bzw. Lastwagen, wobei sich 400 beladene Güterwagen stauten.:490 Im Ballungsraum Tel Aviv verknappten sich Lebensmittel und Brennstoffe entsprechend.:498
Bis zum 15. Mai 1948 verließen alle britischen Militärangehörigen und Amtspersonen das Land, zuletzt über Haifa, wo der größte Teil der Fahrzeuge und der Ersatzteile nach und nach zusammengezogen wurden. Doch der Chief Operations Controller der PR, Moscheh Peikowitz (bald erster Generaldirektor der RI, Bruder Jigʾal Allons), und einige weitere zivile Kollegen hielten erfolgreich einen Teil des Materials in Petach Tiqwah zurück,:670f bevor der Betrieb wegen Abzugs der Militäreisenbahner am 11. April 1948 eingestellt wurde.:548 Entsprechend konnte das verbliebene einheimische Bahnpersonal, das die RI gründete, den Verkehr ab Juli 1948 in den militärisch gehaltenen und auf im Laufe des Krieges um Israels Unabhängigkeit, die am 14. Mai 1948 erklärt worden war, eingenommenen Bahnstrecken im zentralen Landesteil mit Fahrzeugen von Petach Tiqwah und Rechovot aus wieder in Gang bringen.:681 Von Haifa aus lief der Bahnverkehr bereits ab Juni 1948 wieder bis Chaderah und Qirjat Motzkin.

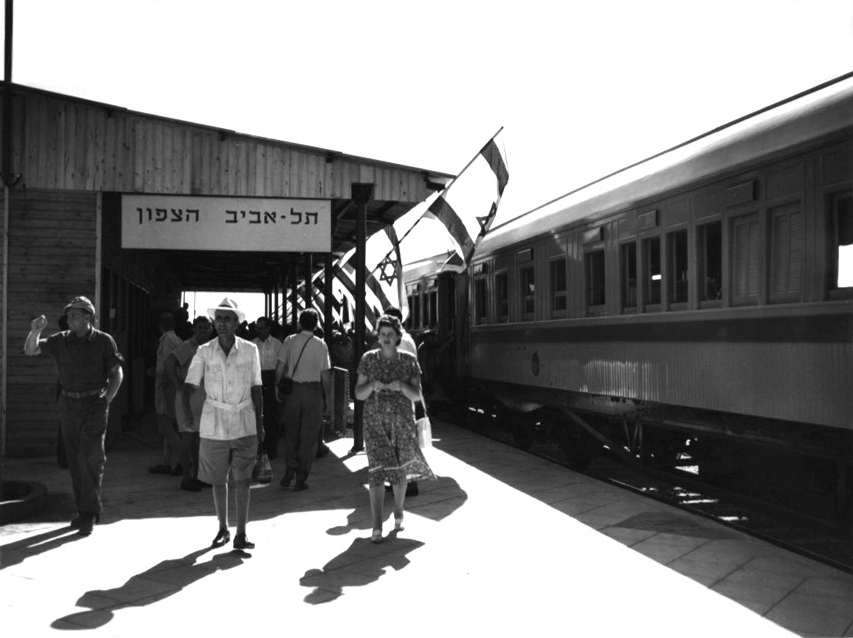
Bahnhof Tel Aviv haZafon in Bnei Braq am Tag der Eröffnung, 1949

Die RI verlängerte die Stichbahn westwärts Richtung Tel Aviv und nahm sie am 20. September 1949 bis zum neuen Bahnhof Tel Aviv haZafon (Nordbahnhof) in Betrieb, der außerhalb der Grenzen dieser Stadt auf dem Gebiet des benachbarten Bnei Braqs liegt und seit 2000 nach ihm benannt ist. Von Petach Tiqwah bestanden Zugverbindungen nach Jerusalem. Über die Ostbahn boten Züge regelmäßige Verbindungen nach Haifa. Da von der Jarqonbahn kein Gleis nordwärts zur Ostbahn führte, mussten Züge zunächst südwärts in die Ostbahn fahren und im nächsten Bahnhof (Rosch haʿAjin Darom [d. h. Süd]) die Richtung wechseln.

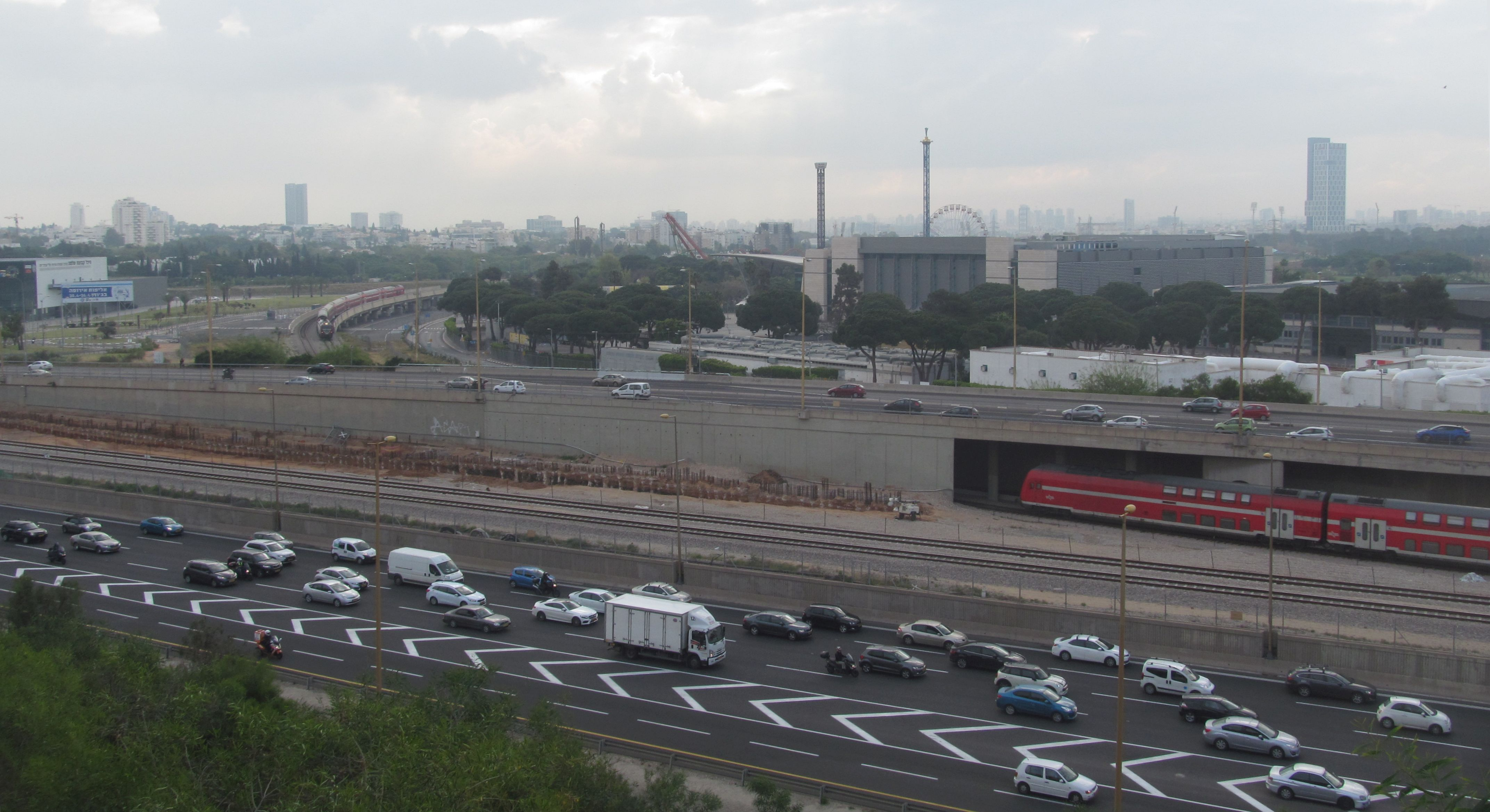
Bahnknoten Tel Baruch: Vorn unterquert ein Zug in der Südkurve zur Jarqonbahn die Nordspur des Ajjalon-Schnellwegs, mittig ein weiterer Zug in der Kurve, 2018

Als zwecks Entlastung der längeren Ostbahn von Haifa im Norden her die kürzere Küstenbahn 1953 den neuen Kopfbahnhof Tel Aviv Merkaz (Zentralbahnhof; 1954 eröffnet) im eigentlichen Stadtgebiet erreichte, wurde die Jarqonbahn und ihr Zugverkehr durch ein Gleisdreieck (Bahnknoten Tel Baruch) westwärts in beide Richtungen zur Küstenbahn durchgebunden, worüber die nördliche Ostbahn mit ihrem Richtungswechsel für den Reiseverkehr ab 1968 außer Gebrauch kam. Im nördlichen Abschnitt der Ostbahn zwischen Chaderah Mizrach (d. h. Ost) und Kfar Saba lag die Strecke still und wurde teils überbaut. Darauf fungierte die Jarqonbahn mit südlicher Ostbahn als einzige Verbindung und damit Hauptstrecke im vorherrschenden Nord-Süd-Verkehr der RI zwischen Küstenbahn und J&J-Linie, bis im Juli 1993 die direkte Verbindung (Ajjalon-Korridor) zwischen Tel Avivs Sackstationen, dem nördlichen Zentral- und dem Südbahnhof in Betrieb ging.

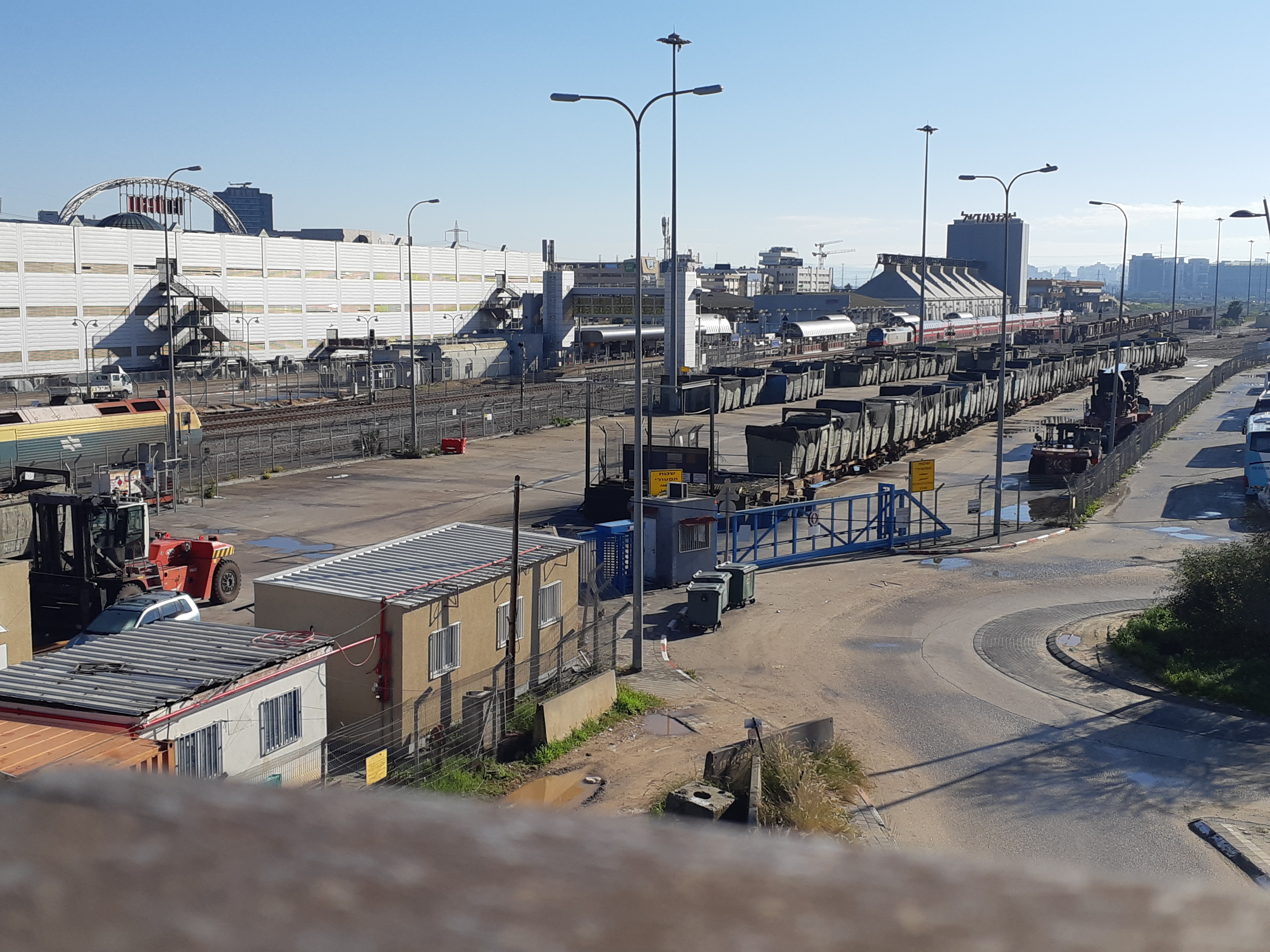
Güterbahnhof Bnei Braq, 2021

Ab 1993 zog der Reiseverkehr an der Jarqonbahn vorbei, doch mit ihrem wichtigen Güterbahnhof Bnei Braq verkehrten auf ihr die meisten Güterzüge. Die Güterzüge zwischen dem Hafen Haifa und dem südlichen Israel bedienen den Güterbahnhof Bnei Braq oder passieren ihn. Täglich verlässt zudem ein Müllzug mit Abfall aus dem Gusch Dan diesen Güterbahnhof in den Negev zu Einrichtungen der Müllverwertung und -deponie. Die Jarqonbahn ist Teil der Güterumgehungsbahn im Gusch Dan, um den Ajjalon-Korridor zu meiden, der ein fünf Kilometer langes Nadelöhr im Bahnnetz bildet, das drei Viertel aller Züge im Lande (v. a. Personenverkehr) passieren.
Ab 1999 wurden Bahnhöfe an der Jarqonbahn erneuert bzw. neu erbaut. Am 3. Juni 2000 wurde der Personenverkehr zwischen Tel Aviv und Rosch ha-ʿAjin Darom eröffnet. Der Anschluss der Jarqonbahn zur Ostbahn wurde 2003 mit einem neuen Bogen nordwärts zu einem Gleisdreieck ausgebaut, worauf der Personenverkehr bis Bahnhof Kfar Saba – Nordau auf der Scharonbahn verlängert wurde. Der Bahnhof Petach Tiqwah Qirjat Arjeh, im Mai 2008 eröffnet, erschließt neue Gewerbegebiete der Hightechindustrie und umliegende Wohnviertel. Seit 2018 verkehren auf der Jarqonbahn Reise- und Nahverkehrszüge via Tel Aviv und Aschqelon, die mittlerweile im Norden bis Raʿanannah und im Süden bis Beʾer Scheva reichen. Seit 18. August 2023 besteht Übergang zur Roten Linie des Danqal-Stadtbahnsystems des Großraums Tel Aviv.

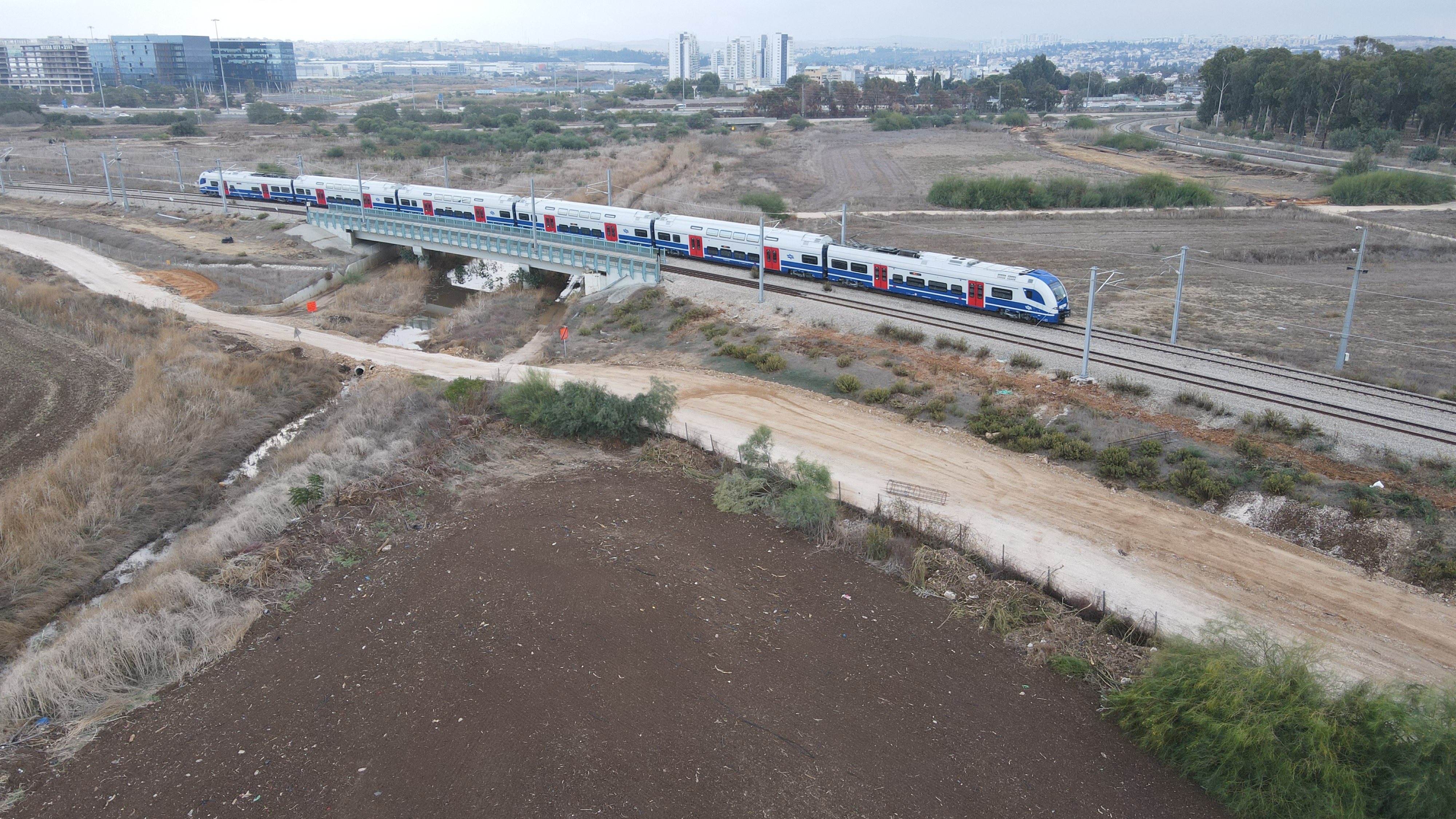
November 2021: Jüngst elektrifizierter Bahnknoten Rosch haʿAjin mit einem Siemens Desiro HC in der Nordkurve über den Rabbah.

Zwischen 2003 und 2012 wurde die gesamte Jarqonbahn zweigleisig ausgebaut. Im August 2020 begann die spanische Firma Sociedad Española de Montajes Industriales (SEMI) die Jarqonbahn mit Wechselspannung von 25 kV und einer Frequenz von 50 Hz zu elektrifizieren. Die Arbeiten wurden am 19. November 2021 abgeschlossen. Es verkehren Bombardier-Traxx-Lokomotiven vor Doppelstockwagen des gleichen Herstellers und Triebzüge des Typs Siemens Desiro HC mit doppelstöckigen Mittelwagen.

## Übersicht
| Linie / Endstationen                                                                                 | Verlauf |
| --- | --- |
| Rote Linie (1) der RI:                                                                               | Strecken (Hauptlinie, Scharonbahn, Ostbahn, Jarqonbahn, Strecke Tel Aviv–Pleschet, Sinai-Bahn) und Halte |
| Herzlia–Aschqelon über die Lulʾat haScharon (Scharonbahn–Rosch haʿAjin – Zafon–Jarqonbahn): 20 Halte | Herzlia • Raʿanannah – Maʿarav • Raʿanannah – Darom • Hod haScharon – Sokolow • Kfar Saba – Nordau • Rosch haʿAjin – Zafon • Petach Tiqwah – Sgullah • Petach Tiqwah – Qirjat Arieh • Bnei Braq • Tel Aviv – Universsitah • Tel Aviv – Savidor Merkaz • Tel Aviv – haSchalom • Tel Aviv – haHagannah • Zomet Cholon • Cholon – Wolfson • Bat Jam – Josephthal • Bat Jam – Qomemijjut • Rischon LeZion – Moscheh Dajjan • Javneh – Maʿarav • Aschdod – ʿAd Halom • Aschqelon |